# Andrea Servi
Andrea Servi (Roma, 12 de junio de 1984 - Milán, 22 de agosto de 2013) fue un jugador de fútbol profesional italiano que jugaba en la demarcación de defensa.

## Biografía
Andrea Servi debutó como futbolista profesional en 2004 a los 20 años de edad con el US Salernitana 1919. Jugó también para el ACD Città di Vittoria, ASD Città di Giulianova 1924, SS Sambenedettese Calcio, AC Giacomense, FC Pro Vasto, ASG Nocerina, SS Ebolitana 1925 y por último en el ASD Lupa Roma, equipo en el que permaneció hasta la fecha de su muerte.
Andrea Servi falleció el 22 de agosto de 2013 a los 29 años de edad en Milán tras sufrir un cáncer de pulmón

## Clubes
| Club              | País   | Año       |
| ----------------- | ------ | --------- |
| Salernitana       | Italia | 2004      |
| Vittoria          | Italia | 2004-2005 |
| Giulianova        | Italia | 2005-2007 |
| Sambenedettese    | Italia | 2007-2008 |
| Giacomense        | Italia | 2009      |
| Pro Vasto         | Italia | 2009-2010 |
| Nocerina          | Italia | 2010-2011 |
| SS Ebolitana 1925 | Italia | 2011-2012 |
| ASD Lupa Roma     | Italia | 2012-2013 |